# Destillationsbereich
Der Destillationsbereich ist eine physikalisch-chemische Kenngröße für Flüssigkeiten, die in pharmazeutischen Laboratorien bestimmt wird und im Detail im Europäischen Arzneibuch beschrieben ist.  Der Destillationsbereich ist dabei der auf 101,3 kPa (760 Torr) korrigierte Temperaturbereich, innerhalb dessen die Untersuchungssubstanz oder ein bestimmter prozentualer Anteil davon unter detailliert beschriebenen Bedingungen destilliert.